# Montagne de Bapé
Montagne de Bapé är en ås i Kamerun.   Den ligger i regionen Centrumregionen, i den centrala delen av landet, 110 km norr om huvudstaden Yaoundé.